# Viper (Six Flags Magic Mountain)
Viper in Six Flags Magic Mountain (Valencia, Kalifornien, Vereinigte Staaten) ist eine Stahlachterbahn vom Modell Custom Looping Coaster des Herstellers Arrow Dynamics, die am 7. April 1990 eröffnet wurde.

## Fahrt

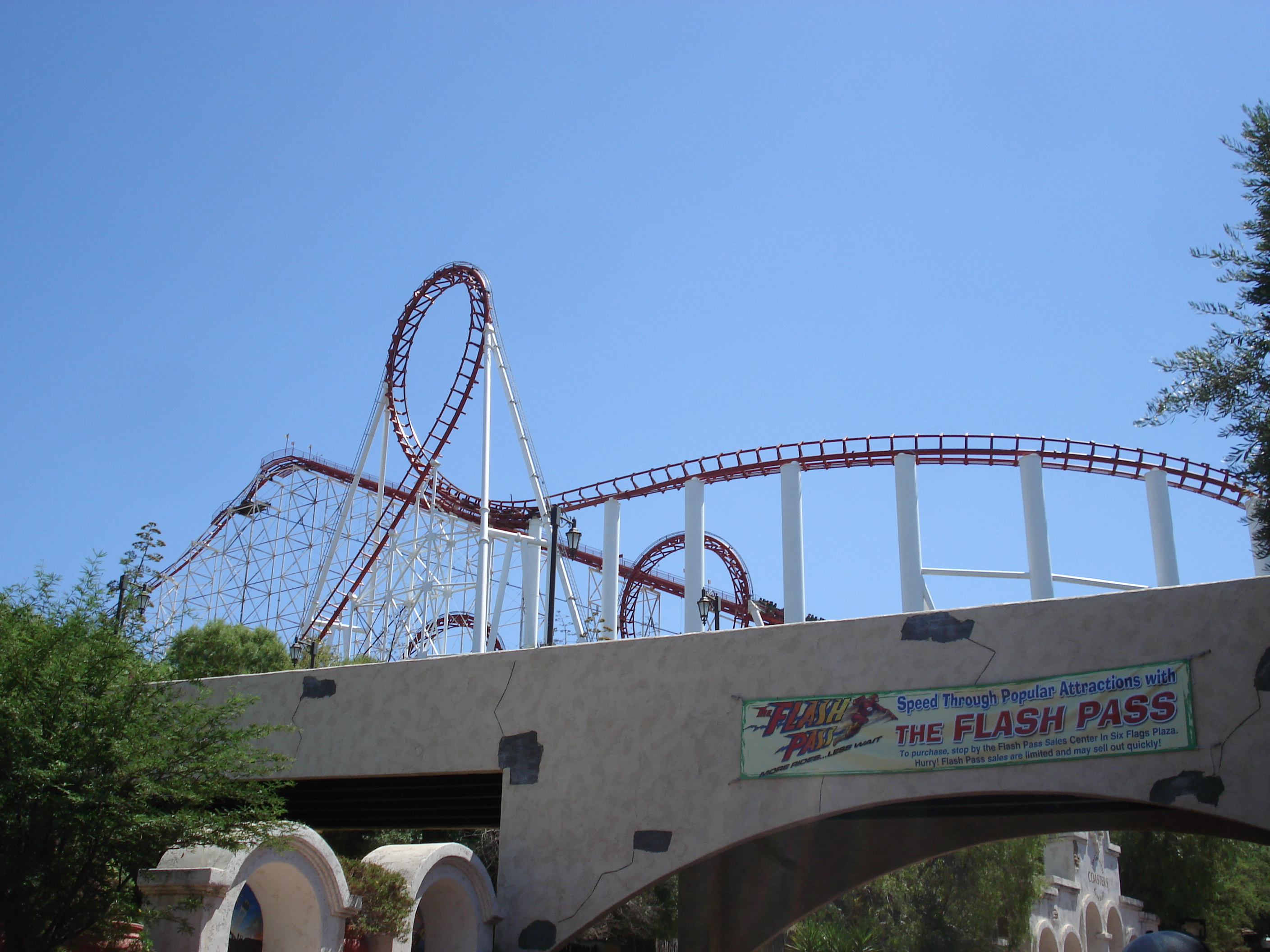
Lifthill und Loopings

Nach dem Verlassen der Station wird der Zug an einem Lifthill auf 57,3 m Höhe gezogen. Es folgt ein 52,1 m hoher First Drop, der eine 180°-Linkskurve beinhaltet. Hat der Zug fast Bodenniveau erreicht, folgt eine 43,9 m hohe Auffahrt, an deren Scheitelpunkt sich der erste von drei Loopings befindet. Nach einer 180°-Linkskurve folgen die beiden anderen Loopings, die sich in 27,4 m bzw. 18,9 m Höhe befinden. Die Höhe der Loopings bezieht sich nicht auf den Durchmesser der einzelnen Loopings, sondern in welcher Höhe sie sich befinden. Die Durchmesser der Loopings sind wesentlich geringer. Wurde der letzte Looping durchfahren, erreicht der Zug eine Blockbremse, bevor er die Inversion Namens Batwing erreicht, die eigentlich aus zwei Inversionen besteht. Die letzten beiden Inversionen sind der 12,2 m hohe doppelte Korkenzieher, bevor der Zug die Schlussbremse erreicht. Es folgt noch eine kleine Unterführung nach links, bevor er die eigentliche Schlussbremse erreicht.

## Züge
Viper besitzt drei Züge mit jeweils sieben Wagen. In jedem Wagen können vier Personen (zwei Reihen à zwei Personen) Platz nehmen. Als Rückhaltesystem kommen Schulterbügel zum Einsatz.

## Sonstiges
Im Film Space Cowboys ist Cpt. Jerry O’Neill (Donald Sutherland) Achterbahnkonstrukteur. Als der Ingenieur Col. Francis „Frank“ D. Corvin (Clint Eastwood) O’Neill besucht, sieht man einige Sequenzen mit Viper.
Im Film True Romance fahren die beiden Hauptdarsteller Clarence Worley (Christian Slater) und Alabama Whitman (Patricia Arquette) sowie Dick Ritchie (Michael Rapaport) und Elliot Blitzer (Bronson Pinchot) mit Viper.
Die Achterbahn Viper wird im Computerspiel RollerCoaster Tycoon 2 als Fahrgeschäft angeboten.